# Ústav politologie Filozofické fakulty Univerzity Karlovy
Ústav politologie Filozofické fakulty Univerzity Karlovy (ÚPOL FF UK) je nejstarším politologickým pracovištěm v České republice a je součástí Filozofické fakulty, která je zakládající fakultou Univerzity Karlovy. Ústav politologie se zaměřuje na politickou teorii, teorii mezinárodních vztahů, teorie nacionalismu, českou politickou historii, komparativní politologii a na výzkum politických identit. Ústav politologie zajišťuje bakalářské, navazující magisterské i doktorské studium. Při Ústavu politologie působí také Spolek studentů politologie FF UK (POLIS).

## Lidé na ústavu

#### Interní vyučující
- prof. Pavel Barša, Ph.D.
- prof. Vratislav Doubek, Ph.D.
- doc. PhDr. Ing. Milan Znoj, CSc.
- Mgr. Jan Bíba, Ph.D.
- Zora Hesová, M.A., Ph.D.
- Mgr. Adéla Rádková, Ph.D.
- PhDr. Ondřej Slačálek, Ph.D.
- Mgr. Martin Štefek, Ph.D.

#### Externí vyučující (výběr)
- Mgr. Kristina Andělová, Ph.D.
- Joseph Grim Feinberg, Ph.D.
- PhDr. Hana Fořtová, Ph.D.
- PhDr. Mgr. Jan Květina, Ph.D.
- PhDr. Mgr. Michal Pehr, Ph.D.
- prof. JUDr. PhDr. Jan Wintr, Ph.D.

## Historie
Ústav politologie Filozofické fakulty Univerzity Karlovy je nejstarším politologickým pracovištěm v České republice. Jako Katedra politologie byl založen v roce 1968, již v roce 1970 byl zrušen a jeho zakladateli, profesoru Theodoru Syllabovi (1925-2002), byla zakázána pedagogická činnost.

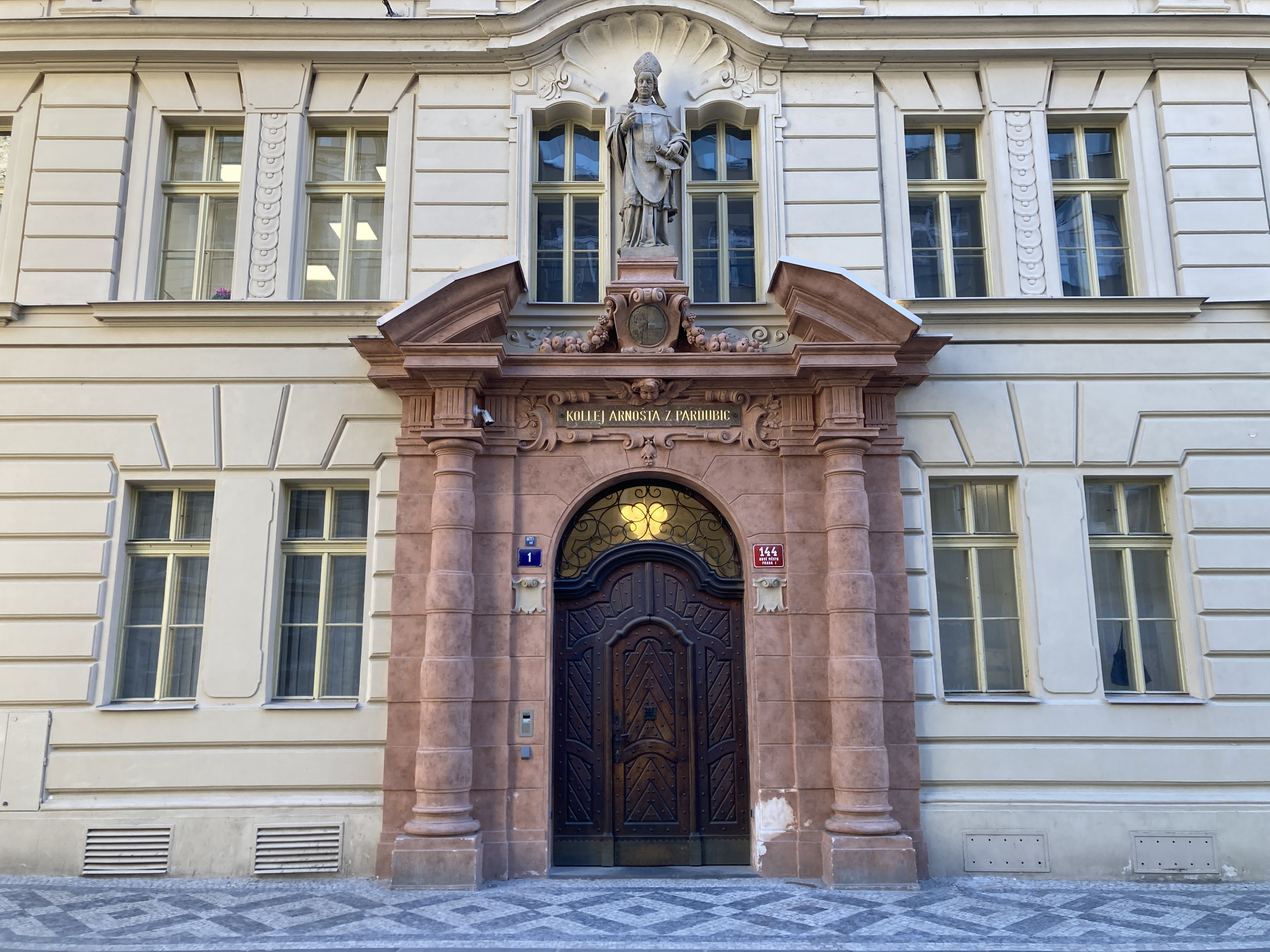
Ústav politologie sídlí v budově bývalé koleje Arnošta z Pardubic v Praze na Novém městě (Voršilská 1)

Činnost Katedry politologie profesor Syllaba znovuobnovil v roce 1990 (od akademického roku 1992/3 se katedra přejmenovala na Ústav politologie). Pracoviště od počátku devadesátých let kladlo důraz na interdisciplinární pojetí politické vědy. Koncepci oboru v devadesátých letech utvářeli především odborníci na mezinárodní vztahy Otto Pick (1925-2016) a Jiří Šedivý (pozdější náměstek generálního tajemníka NATO pro obrannou politiku a plánování), historik František Svátek (1936-2017), a historik, romanista a autor důležitých prací o politických systémech a přechodech k demokracii Jiří Kunc (1947-2006), historický sociolog Miloš Havelka a politický filozof Milan Znoj, který se na formování ústavu podílel jak intelektuálně, tak organizačně jako jeho dlouholetý ředitel (2000-2009).
Během působení Milana Znoje se ústav personálně stabilizoval. Výrazné byly zejména vstupy politického teoretika Pavla Barši a historika Vratislava Doubka, ale také příchod mladších vyučujících. Zatímco Lucie Königová, Martina Lustigová, Jan Jireš, Jiří Koubek a Martin Polášek a Radek Buben na ústavu již nepůsobí, Jan Bíba, Ondřej Slačálek, Zora Hesová a Martin Štefek se na výuce i výzkumné profilaci nadále podílejí. V roli ředitele se po Milanu Znojovi vystřídali Radek Buben (2009-2014, 2015-2016), Jan Bíba (2014-2015, 2016-2022) a Martin Štefek (2022-současnost). Ústav se postupně profiloval směrem k politické teorii a teorii demokracie, výzkumu politických identit, ideologií, nacionalismu, roli náboženství a kultury v politice. V jeho zaměření pokračuje snaha chápat výzkum politiky nikoli jako vydělené pole, ale interdisciplinárně, v dialogu s filozofií, historií a společenskými vědami, ale také s uměním a obory, které jej interpretují.
Pracovníci ústavu od počátku navazovali jak na domácí tradici, tak se ve velké míře inspirovali v zahraničí. Již v raných devadesátých letech ústav navštívili významní představitelé západní vědy – např. S. M. Lipset či K. Deutsch, později Chantal Mouffe. Rovněž byla rozvíjena spolupráce s vědeckými pracovišti – zejména s Ústavem mezinárodních vztahů, Ústavem soudobých dějin AV ČR či Centrem globálních studií AV ČR či se zahraničními institucemi jako Institut für die Wissenschaften vom Menschen ve Vídni. Pracovníci ústavu jsou v úzkém kontaktu s prestižními zahraničními univerzitami, z čehož mohou těžit studenti všech akreditovaných programů. ÚPOL pravidelně pořádá mezinárodní konference, kterých se zúčastňují přední společenskovědní odborníci.

## Studium
Ústav politologie je nedílnou součástí otevřeného a pluralitního prostředí Univerzity Karlovy. Jeho studenti tak mají možnost překračovat hranice disciplín a seznamovat se s širokým spektrem přístupů jak na Filozofické fakultě, tak na ostatních fakultách UK. Ústav nabízí vzdělání v bakalářském, magisterském a doktorském stupni. Programy Politologie (Bc.) a Politické teorie (Mgr.) je možné studovat jednooborově nebo v rámci sdruženého studia, tj. v kombinaci s jiným oborem vyučovaným na FF UK. Míra kombinovatelnosti s ostatními programy na FF UK je v rámci českého vysokoškolského systému zcela ojedinělá, neboť umožňuje kombinovat studium politologie s několika desítkami dalších oborů.
Samotný obor politologie není na Ústavu politologie chápán úzce; studentům je poskytnut vhled do hlavních subdisciplín (politická teorie, komparativní politologie, teorie mezinárodních vztahů) s přesahy do dalších humanitních a společenskovědních oborů (zejména historie, sociologie a filozofie). Na všech stupních studia je výuka orientována výrazně teoreticky. Studenti jsou od prvního ročníku vedeni k osvojování konceptů, metodologií a analytických nástrojů a méně pak k pouhé znalosti faktografie. Ve výuce se obecně klade důraz na sledování a kritické hodnocení současných světových trendů ve společenských a humanitních vědách a na četbu a diskusi (zejména) zahraniční literatury. Od ostatních politologických pracovišť v ČR se ÚPOL badatelsky odlišuje svým zaměřením na politickou teorii. V rámci navazujícího magisterského programu se ústav specializuje především na porozumění výzvám, kterým čelí současné demokracie, a na problematiku nacionalismu a politických identit se zaměřením na středoevropský prostor. Tato specializace se promítá i do výzkumu a přípravy mladých vědeckých pracovníků v rámci doktorského studia, kde se klade důraz zejména na problémy současné demokracie, proměny národních a dalších politických identit, na politické myšlení a politické ideologie.

## Významné publikace
- Jan Bíba, Estetické čtení Vladaře, Praha 2022, 384 s.
- Pavel Barša, Román a dějiny, Brno 2022, 296 s.
- Pavel Barša, Zora Hesová, Ondřej Slačálek (eds.), Central European Culture Wars: Beyond Post-Communism and Populism, Praha 2021, 362 s.

- Martin Štefek, Kádry rozhodují, ovšem. Předjaří, pražské jaro a počátky normalizace v proměnách systému ÚV KSČ, Praha 2019, 151 s.

- Jan Bíba, Milan Znoj (eds.), A Crisis of Democracy and Representation, Praha 2017, 121 s.

- Pavel Barša, Cesty k emancipaci, Praha 2015, 272 s.

- Martin Štefek, Za fasádou jednoty. KSČ a SED po roce 1985, Praha 2015, 224 s.

- Milan Znoj, Jan Bíba, Jana Vargovčíková, Demokracie v postliberální konstelaci, Praha 2015, 242 s.

- Pavel Barša, Paměť a genocida: Úvahy o politice holocaustu, Praha 2011, 284 s.

- Jan Bíba, Milan Znoj a kol., Machiavelli mezi republikanismem a demokracií, Praha 2011, 456 s.

### Významné překlady
- Machiavelli, Niccolò. Vladař, Praha 2022. Přeložil Jan Bíba.
- Norval, Aletta J., Averzivní demokracie, Praha 2016. Přeložil Jan Bíba.
- Nadia Urbinati, Znetvořená demokracie, Praha 2018. Přeložil Jan Bíba.
- Ernesto Laclau, Emancipace a radikální demokracie, Praha 2013. Přeložili Jan Bíba a Josef Fulka.
- Ian Shapiro, Skutečný svět demokratické teorie, Praha 2012. Přeložil Jiří Koubek.
- Ian Shapiro, Morální základy politiky, Praha 2003. Přeložil Milan Znoj.